# Olevano Romano

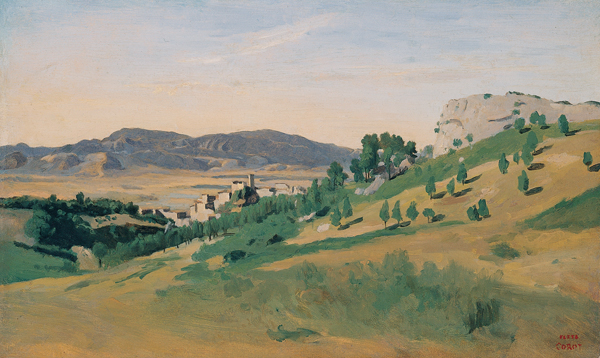
Olevano Romano in un dipinto di Jean-Baptiste Camille Corot del 1827

Olevano Romano è un comune italiano di 6 281 abitanti della città metropolitana di Roma Capitale nel Lazio.

## Geografia fisica

### Territorio
L'abitato si erge sul monte Celeste, ai margini del complesso montuoso prenestino-lepino-ernico, nella provincia di Roma.

### Clima
- Classificazione climatica: zona E, 2.344 GG

Olevano Romano negli anni 40

## Storia
Il centro di Olevano Romano risale almeno all'epoca romana. Ne è testimonianza un'archeologia monumentale di rilievo: i resti della cinta muraria in opera poligonale, realizzata in grossi blocchi rozzamente squadrati in pietra locale, di epoca anteriore alla romanizzazione del territorio.
Diviene "castrum" nel medioevo: compare con tale appellativo in un atto di vendita, stipulato nel 1232 fra Oddone Colonna, nuovo signore di Olevano e Papa Gregorio IX (1227-1241). Risale a questo periodo la costruzione del Castello, edificato sull'alto sperone di roccia calcarea a difesa del borgo. Dopo i Colonna il feudo passò al Comune di Roma, che nel 1364 emanò gli Statuti della città, poi agli Orsini per concessione di Papa Bonifacio IX.
L'ultimo signore di Olevano fu il principe Camillo Borghese (1775-1832), marito di Paolina Bonaparte, sorella di Napoleone.

### Simboli
Lo stemma del municipio è costituito da tre piccole colline, su quella centrale si innalza una pianta d'ulivo. Lo scudo reca il segno di SPQR (Senatus Populusque Romanus), accordato dal Senato della Repubblica Romana (1849), quando una colonna di Olevanesi ruppe l'assedio di Roma per portare in città rifornimenti, passati in rivista da Garibaldi così da lui furono descritti " ...scalzi, sporchi, laceri, ma con certi coltelli..."

## Monumenti e luoghi d'interesse

### Architetture religiose
- Santuario della SS. Annunziata, suggestivo, si trova nella parte bassa del centro storico, che rimane distaccato dal Paese e si affaccia su una piazza pavimentata da un selciato di pietra.
- Chiesa di Santa Margherita

### Architetture medievali
Tra i siti di interesse turistico vi è la torre medioevale, soprannominata il picocco risalente all'epoca dei Colonna. Da essa si gode un panorama con:
- a sud i Monti Lepini, la Valle del Sacco e in lontananza l'inizio della pianura pontina,
- ad ovest i Monti Prenestini e l'alta Valle del Sacco,
- a nord i Monti Simbruini,
- ad est il Monte Scalambra.

Altro sito interessante sono le mura poligonali di epoca pre-romana, costituite da imponenti blocchi di pietra, che cingono la parte bassa del centro storico.

### Siti archeologici
- Villa romana, resti in località Lanetto.[4]

## Società

### Evoluzione demografica
Abitanti censiti

### Etnie e minoranze straniere
Al 1º gennaio 2023 a Olevano Romano risultavano residenti 568 cittadini stranieri (8,9%), le nazionalità più rappresentate sono:
- Romania: 257 (4,04%)
- Albania: 117 (1,84%)

## Cultura

### Istruzione

#### Musei
- Museo Civico d'Arte di Olevano.

### Arte
Olevano Romano ospitò nel XIX secolo più di mille importanti pittori internazionali - tedeschi, danesi, inglesi e francesi e di altri Paesi europei, pittori che lo hanno scelto come meta del loro "viaggio in Italia". Tale esperienza veniva allora considerata indispensabile per acquisire l'abilità nella riproduzione di paesaggi caratterizzati dalla luce, dal colore e da una natura ricca di rocce e querce. Tra i primi ad arrivare il pittore tirolese Joseph Anton Koch, che sposò Cassandra Ranaldi. Tra tutti spiccano i nomi di Jean-Baptiste Camille Corot, che ha immortalato in splendide opere la campagna olevanese, di Friedrich von Olivier e di Franz Theobald Horny, morto giovanissimo, sepolto nella Chiesa di S. Rocco. Alcune vedute del paese furono dipinte negli anni venti del '900 dal pittore tedesco Alexander Kanoldt, uno dei protagonisti del movimento artistico denominato Nuova oggettività.
Non lontano dal centro c'è il Museo Civico d'Arte, aperto sabato e domenica. Vi si trovano esposti disegni dell'800 e del '900, serigrafie, la donazione dell'artista Heinz Hindorf e la collezione delle stampe delle Vedute Romane di Joseph Anton Koch.
La associazione AMO che gestisce il museo, ha più di 2000 opere nella Collezione AMO, dall'800 ad oggi.  Le opere, che testimoniano il passaggio di questi artisti, sono visibili presso il museo s'arte situato in villa "De Pisa". Inoltre la cittadina ospita ancora oggi borsisti dell'accademia d'arte tedesca.

### Cinema
- Bloody Sin, un film del 2011, è stato girato ad Olevano Romano.

## Economia

### Agricoltura
Il paese è famoso per la produzione dei vini rossi regolamentati dal disciplinare Cesanese di Olevano Romano DOC, provenienti in gran parte dal vitigno autoctono "Cesanese". Alcuni produttori hanno ricevuto per quel vino premi prestigiosi, tra i quali un riconoscimento al Vinitaly di Verona. Nonostante fosse anticamente noto per il vino rosso dolce, sia frizzante sia fermo, è stata sempre prodotta anche la versione rosso secco, apprezzata dagli intenditori. Negli ultimi tempi si sta affermando il rosso secco D.O.C. nei mercati nazionali ed internazionali nelle due versioni: affinata in inox e affinata in barrique.
Il comune è territorio di produzione anche di altri vini D.O.C. come il Cesanese di Olevano Romano frizzante, il Cesanese di Olevano Romano spumante, il Cesanese di Olevano Romano dolce, il Cesanese di Olevano Romano amabile, il Cesanese di Olevano Romano dolce frizzante, il Cesanese di Olevano Romano superiore, il Cesanese di Olevano Romano riserva, il Cesanese di Affile, il Cesanese di Affile frizzante, il Cesanese di Affile dolce, il Cesanese di Affile spumante.

## Infrastrutture e trasporti

### Strade
Strada regionale 155 di Fiuggi che collega Olevano Romano a Genazzano, Cave ed anche Paliano, Serrone, Acuto e Fiuggi.

## Amministrazione
Dal 1816 al 1870 faceva parte della Comarca di Roma, una suddivisione amministrativa dello Stato Pontificio.
Nel 1872 Olevano cambia denominazione in Olevano Romano.

### Gemellaggi
- Volgograd, dal 2011[8]

### Altre informazioni amministrative
- Fa parte della Comunità montana dell'Aniene